# Poutní kaple Soledad
Poutní kaple Soledad je církevní stavba na území obce Fuente el Saz de Jarama v Madridském společenství. Jedná se o velmi malou kapli o téměř čtvercovém půdorysu s stanovou střechou. Celá stavba kaple odpovídá tzv. aparejo toledano, tj. zdi jsou tvořeny pásy cihel a kamenného zdiva. Byla postavena v 16. století.
Má jednoduchou fasádu, která se skládá z přístupového vchodu se zaobleným záklenkem, po stranách se dvěma malými otvory s mřížovím. Na jedné z bočních stěn je zazděný oblouk, který, jak se zdá, byl v minulosti dalším přístupem.
Ve své jednoduchosti připomíná kaple muslimskou poustevnu marabuta a její hlavní hodnota spočívá v kazetovém stropu – interiér je zastřešen dřevěným osmihranným dekorativním krovem.
Roku 1995 byla zařazena mezi španělské kulturní památky.